# Димов, Пламен (музыкант)
Пламен Димов (родился в 1955 году в Пловдиве, Болгария) — музыкант и учитель музыки. Он является выпускником Национальной школы музыкального и танцевального искусства «Добрин Петков», г. Пловдив, где обучался игре на скрипке под руководством Гаро Балтаяна. Он продолжил обучение музыкальному образованию в Академии музыки, танца и изобразительного искусства города Пловдив. После окончания университета гастролировал по Европе с болгарскими группами «Montana Band» и «Alibbi». В 1986 году Димов поселился в Финляндии и завел семью. Его жена, Леена, финка. У них трое детей — Николай, Иида и Лидия.
Димов придерживается философии, что «вы никогда не должны быть удовлетворены тем, что говорят вам ваши учителя, вы должны искать свои собственные истины». Он твердо верит в «тяжелый труд как средство приобретения опыта».
В течение многих лет Пламен Димов преподает музыку в Евангелическом училище города Китеэ, Финляндия. Он открыл и поддержал одну из самых известных финских групп Nightwish, его учениками были Туомас Холопайнен и первая вокалистка группы Тарья Турунен. Пламен Димов исполнил партию скрипки для альбома группы Nightwish Oceanborn. Ученики Димова стали участниками и финалистами различных шоу талантов и конкурсов, таких как Idols и The Voice of Finland.
Одним из многочисленных проектов Пламена Димова является Международная неделя музыки и искусства Kitee — семинар для талантливых молодых музыкантов и художников со всего мира.
Димов хорошо известен своей работой с молодыми музыкантами и поддержкой их творчества. Он выпустил несколько альбомов для благотворительности. По словам Пламена Димова: «Бриллианты Финляндии — это не озерный пейзаж, а настоящие бриллианты — это молодежь, наша надежда на завтрашний день.»